# Städtisches Stadion am Prischoß
Das Städtische Stadion am Prischoß (seit der Saison 2022/23 nach dem Sponsor Mairec Edelmetallgesellschaft mbH Mairec Arena benannt) ist ein Fußballstadion in der unterfränkischen Stadt Alzenau. Der Fußballverein FC Bayern Alzenau trägt hier seine Spiele aus. Nach dem Neubau der UBZ-Tribüne auf der Westseite bietet die Sportstätte heute 3500 Plätze (davon 360 überdachte Sitzplätze). Im Erdgeschoss der Westtribüne befindet sich der V.I.P.-Raum, der rund um das Spiel knapp 100 Personen unterbringen kann. Auf der Osttribüne liegt hinter den Trainerbänken eine vierreihige Stehtribüne. Die Südseite ist für die Gästefans reserviert. Hinter dem Tor zur Waldseite ist die abgegrenzte Stehrang über die komplette Spielfeldbreite zu finden. Für die Gästefans gibt es einen eigenen Eingang, auch stehen den Besuchern Bewirtungs- und Toilettencontainer zur Verfügung. Neben dem Hauptplatz liegen drei weitere Fußballfelder (zwei in Normalgröße und ein Kleinfeld) und eines mit Leichtathletikanlage.